# Someswari
Someswari (localment Simsang) és un riu de Meghalaya als districtes dels Garo Hills. Neix prop del pic Nokrek (districte de West Garo Hills) a les muntanyes Garo i corre cap a l'est passant per Rongrenggre, Williamnagar (capital del districte d'East Garo Hills), Nongalbibra, Siju, Rewak i Baghmara (capital del districte de South Garo Hills). Només és navegable a la part inferior on tot i així hi ha nombrosos estanys i cascades (com els de Mirik, Matma, Kanchru Suk, Jamiseng, Warisik, Bobra, Goka i altres). Els seus afluents principals són el Chibok, el Rongdik, el Rompa i el Ringdi.